# Zhang Jingchu
Zhang Jingchu (张静初S, Zhāng JìngchūP; Fujian, 2 febbraio 1980) è un'attrice cinese.

## Filmografia

### Cinema
- Affection Double Days (2000)
- Suo Miya's Choice (2003)
- Peacock (2005)
- Huayao Bride in Shangri-la (2005)
- Seven Swords, regia di Tsui Hark (2005)
- Seven Nights (2005)
- The Road (2006)
- Jade Warrior (2006)
- Protégé (2007)
- Rush Hour 3 - Missione Parigi, regia di Brett Ratner (2007)
- The Beast Stalker, regia di Dante Lam (2008)
- Red River (2009)
- John Rabe, regia di Florian Gallenberger (2009)
- Night and Fog (2009)
- Overheard (2009)
- The Double Life (2010)
- Flirting Scholar 2 (2010)
- Aftershock (2010)
- City Under Siege (2010)
- The Man Behind the Courtyard House (2011)
- The Law of Attraction (2011)
- Lacuna (2012)
- Casino Moon (2012)
- Switch (2013)
- Running Shadows (2013)
- The Mercury Factor (2013)
- The Old Cinderella (2014)
- Mission: Impossible - Rogue Nation, regia di Christopher McQuarrie (2015)
- Mi yue jiu dian sha ren shi jian (2016)
- For a Few Bullets (2016)
- Sky on Fire (2016)
- The Adventurers (2017)
- The Three-Body Problem (2018)
- Once Upon A Time In Northeast China (2018)
- Wings Over Everest (2018)

### Televisione
- Sword Master (2000)
- Qin Shi Huang (2001)
- Love Dictionary (2001)
- The Great Love in Your Life (2001)
- The Cricket Master (2002)
- Imperial Guards (2002)
- Purple Jade and Gold Sand (2005)
- The 36th Chamber of Shaolin (2006)
- Let's Fall in Love (2016)

## Premi e riconoscimenti
| Anno | Premio                                | Categoria               | Ricevente                  |
| ---- | ------------------------------------- | ----------------------- | -------------------------- |
| 2005 | Beijing College Student Film Festival | Best Actress            | Huayao Bride in Shangri-la |
| 2005 | Huabiao Awards                        | Outstanding New Actress | Huayao Bride in Shangri-la |
| 2005 | Shanghai Film Critics Awards          | Best Actress            | Peacock                    |
| 2006 | Chinese Film Media Awards             | Best Actress            | Peacock                    |
| 2006 | Cairo International Film Festival     | Best Actress            | The Road                   |
| 2009 | Beijing College Student Film Festival | Favorite Actress        | Red River                  |
| 2013 | China Image Film Festival             | Best Supporting Actress | Switch                     |